# Algajola
Algajola (en cors Algaghjola) és un municipi francès, situat a la regió de Còrsega, al departament d'Alta Còrsega. L'any 2008 tenia 303 habitants.

## Demografia
| 1962 | 1968 | 1975 | 1982 | 1990 | 1999 |
| ---- | ---- | ---- | ---- | ---- | ---- |
| 129  | 129  | 178  | 228  | 211  | 216  |

## Administració
| Període | Identitat       | Partit | Qualitat |  |
| ------- | --------------- | ------ | -------- |  |
| 2001-   | Maurice Pariggi | PRG    |          |  |